# حسن‌قلعه، خاچماز
حسن‌قلعه، خاچماز (به ترکی آذربایجانی: Həsənqala) یک منطقهٔ مسکونی در جمهوری آذربایجان است که در شهرستان خاچماز واقع شده‌است. حسن‌قلعه ۱٬۵۶۸ نفر جمعیت دارد.